# Oktjabr'skij (Oblast' di Volgograd)
Oktjabr'skij (in lingua russa Октябрьский) è un villaggio operaio (rabočij posëlok) dell'oblast' di Volgograd, in Russia e capoluogo dell'Oktjabr'skij rajon.
Si trova sul fiume Aksaj Esaulovskij, 130 km a sud-ovest di Volgograd.